# Fabian Funke

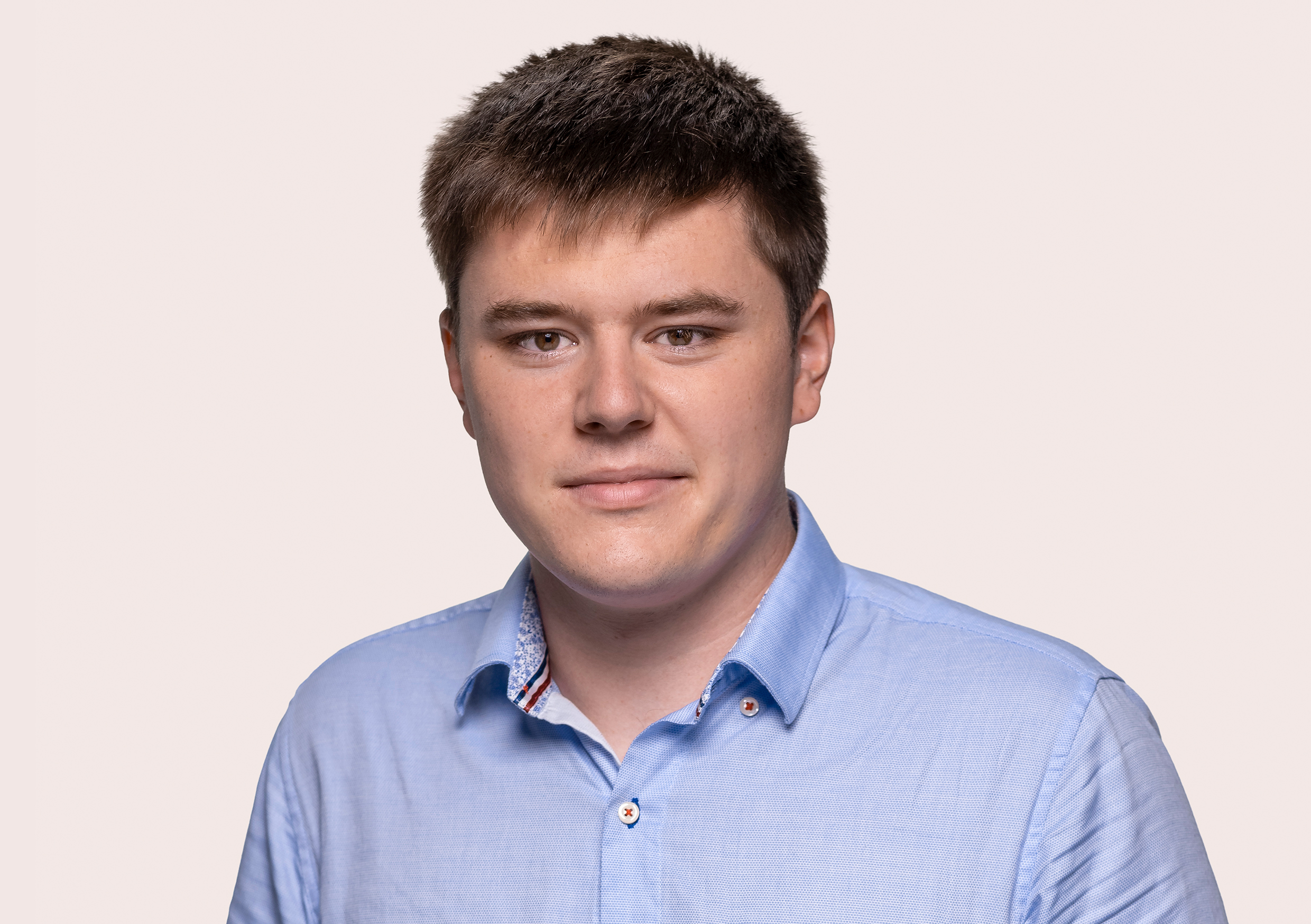
Fabian Funke (2021)

Fabian Funke (* 25. Juli 1997 in Dresden) ist ein deutscher SPD-Politiker und war von 2021 bis 2025 Abgeordneter im Deutschen Bundestag. Als Mitglied des Deutschen Bundestags war Funke zuständig für den Wahlkreis Sächsische Schweiz-Osterzgebirge und Betreuer für den Wahlkreis Meißen.

## Leben
Funke wurde in Dresden geboren und schloss 2016 die Schullaufbahn mit dem Abitur am Johann-Gottfried-Herder-Gymnasium in Pirna ab. Von 2017 bis 2020 absolvierte Funke ein Bachelor-Studium der Internationalen Beziehungen an der Universität Erfurt. Anschließend begann er 2020 ein Master-Studium der Internationalen Beziehungen mit Schwerpunkt Globale politische Ökonomie an der Technischen Universität Dresden. Während seines Studiums arbeitete Funke zwischen 2018 und 2019 als Mitarbeiter der Landtagsabgeordneten Dagmar Neukirch. Von 2020 bis 2021 war er Fraktionsgeschäftsführer der SPD im Kreistag Sächsische Schweiz-Osterzgebirge. Funke trat 2017 in die SPD ein. Seit 2018 ist er Mitglied des Kreisvorstands der SPD im Landkreis Sächsische Schweiz-Osterzgebirge. 2021 wurde er zum Vorsitzenden der Jusos in Sachsen gewählt und blieb es bis 2022.

## Mitglied des Deutschen Bundestages
Zur Bundestagswahl 2021 wurde Funke von seiner Partei als Direktkandidat für den Wahlkreis Sächsische Schweiz – Osterzgebirge aufgestellt. Zudem wurde er auf Platz 7 der Landesliste der SPD Sachsen gewählt. Über diesen Listenplatz erreichte Funke den Einzug in den 20. Deutschen Bundestag. Fabian Funke ist ordentliches Mitglied im Ausschuss für die Angelegenheiten der Europäischen Union (Deutscher Bundestag), ordentliches Mitglied für den Ausschuss für Menschenrechte und humanitäre Hilfe (Deutscher Bundestag), sowie stellvertretendes Mitglied im Auswärtigen Ausschuss (Deutscher Bundestag). Zusätzlich ist Funke ordentliches Mitglied für die interparlamentarische Konferenz für die Gemeinsame Außen- und Sicherheitspolitik (GASP) und für die Gemeinsame Sicherheits- und Verteidigungspolitik (GVSP), sowie stellvertretendes Mitglied für die Parlamentarische Versammlung des Europarats.

## Positionen
Funke setzt sich für einen höheren Mindestlohn, eine gute Rente und bessere Arbeitsvoraussetzungen ein. Er möchte mehr Arbeitsplätze mit Tarifvertrag. Diese sollen die Abwanderung in seiner Heimat stoppen. Erbschaftsteuer und Vermögensteuer sollen die soziale Ungleichheit abschwächen.